# Bustos

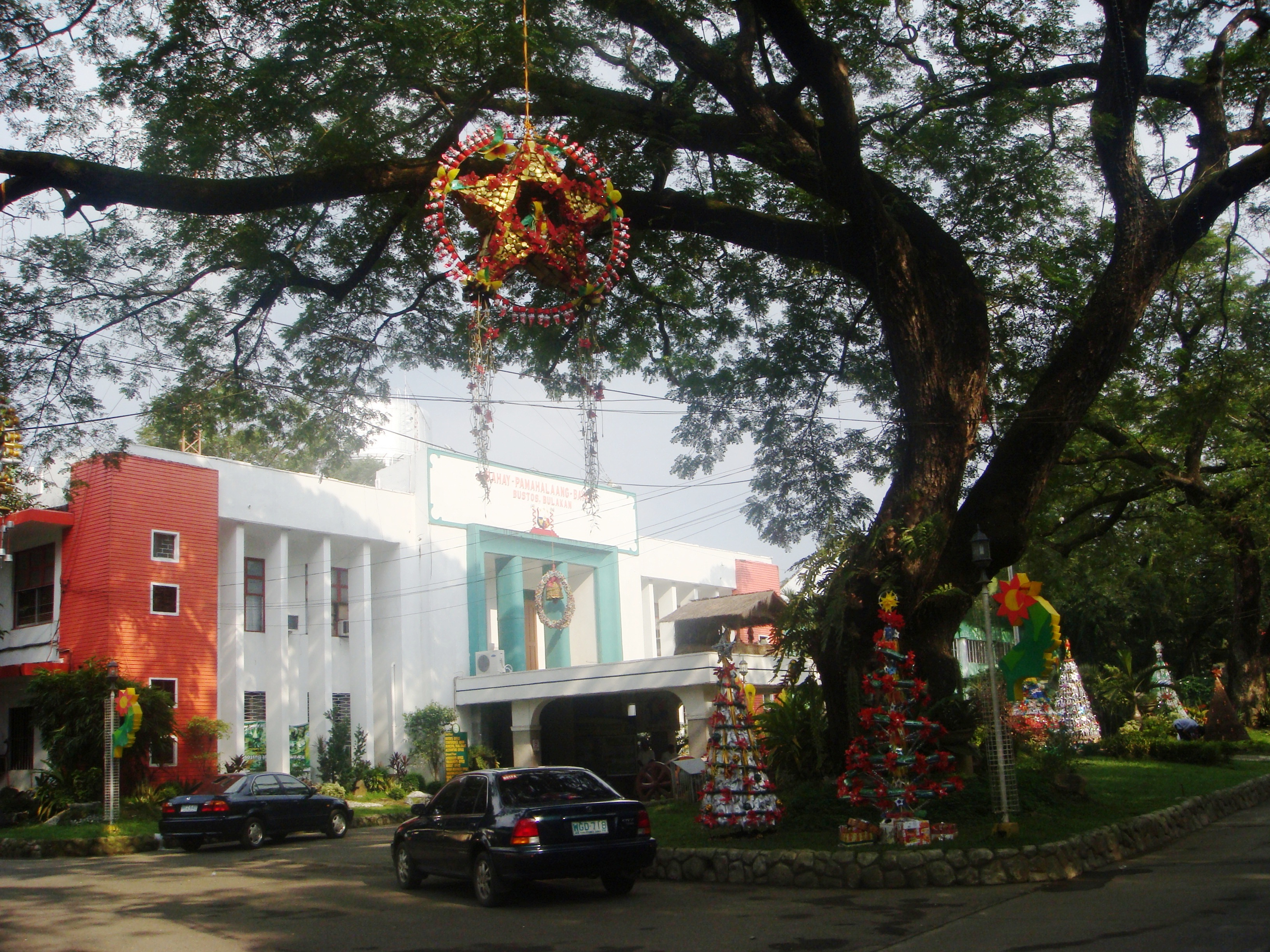
Stadthalle von Bustos

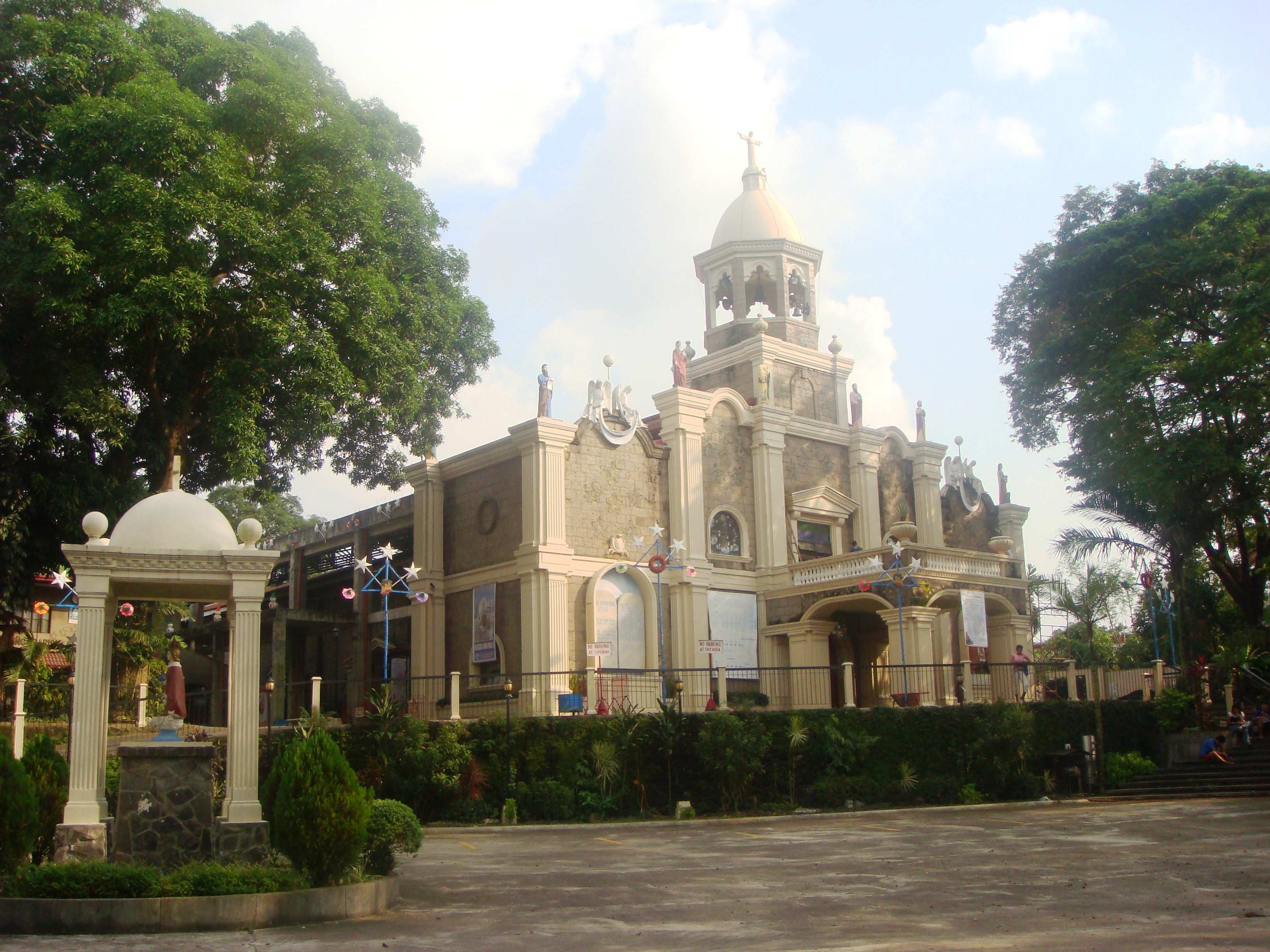
Kirche in Bustos

Bustos ist eine Stadtgemeinde in der philippinischen Provinz Bulacan. Im Jahre 2015 zählte sie 67.039 Einwohner. Die bedeutendste Bildungseinrichtung ist die Bulacan State University.

## Baranggays
Bustos ist in folgende 14 Baranggays aufgeteilt:
| - Bonga Mayor - Bonga Menor - Buisan - Camachilihan - Cambaog - Catacte - Liciada | - Malamig - Malawak - Poblacion - San Pedro - Talampas - Tanawan - Tibagan |

## Persönlichkeiten
- Amado Paulino y Hernandez (1918–1985), römisch-katholischer Geistlicher, Weihbischof in Manila